# All the Way Home
"All the Way Home" är en låt framförd av den amerikanska sångaren Tamar Braxton, skriven av Harvey Mason Jr., Damon Thomas, Michael Daley, Amber "Sevyn" Streeter och Steven "Lil Steve" Russell. Musiken producerades av The Underdogs och Daley till Braxtons andra studioalbum Love and War (2013). "All the Way Home" är ett midtempo-spår där framföraren efter ett bråk med sin partner, lämnar huset och tar en biltur under natten. På hemresan tänker hon på sin partner hela vägen.

## Bakgrund och produktion
Den 20 september 2012 debuterade realityserien Tamar & Vince på den amerikanska TV-kanalen WEtv. Serien, en spinoff av det populära programmet Braxton Family Values, följer den amerikanska R&B-sångaren Tamar Braxton och hennes make och manager Vincent Herbert medan Braxton jobbar för att få sitt genombrott som sångare. Serien dokumenterade parets många dispyter och bråk som Braxton beskrev som "ovanliga" då de i vanliga fall brukade komma överens. I en intervju förklarade sångaren: "Vi gick igenom så mycket i vår relation vid tidpunkten och tyvärr dokumenterades det i TV." Hon elaborerade: "Vår relation och våra liv förändrades. Vi hade aldrig bråkat och haft så många meningsskiljaktigheter förut. Jag och Vince är bästa vänner och vi har alltid kommit bra överens och haft kul tillsammans. Men plötsligt kändes det inte så roligt längre." Braxton, som samtidigt spelade in en uppföljare till debutalbumet Tamar (2000), beskrev de inspelade låtarna som "filmmusik" till deras äktenskap. I en intervju med tidskriften Vibe Magazine berättade hon: "Hela första säsongen [av Tamar & Vince] satte tonen för albumet. Hade vi inte gått igenom alla svårigheter i vår relation hade inte jag inspirerats till att skriva det jag kände."
"All the Way Home" är en R&B-låt i midtempo som pågår i fyra minuter och tjugotvå sekunder. Den handlar om ett par som bråkar varpå framföraren lämnar huset och tar en biltur under natten. På hemresan tänker hon på sin partner hela vägen. I låtens intro upprepar Braxton: "Wait a minute baby, going too fast/Imma turn back" och fortsätter sedan att sjunga: "Got a long way to ride and I can’t even deny/Thinking about you all the way home". "All the Way Home" skrevs av Harvey Mason Jr., Damon Thomas, Michael Daley, Amber "Sevyn" Streeter och Steven "Lil Steve" Russell. Musiken skapades av Masons produktionsteam The Underdogs samt Daley. Den spelades in av Andrew Hey och David Boyd vid Mason Sound Studios i North Hollywood, Kalifornien. Låten ljudmixades av Mason och assisterades av Daley. Spåret, som beskrevs som en "medryckande midtempo-produktion" med "storartat sång-framförande", innehåller piano och stråkinstrument.
"Det är så roligt för du tror att du går igenom något ensam men sen när andra lyssnar på låtarna så säger dom typ 'herregud jag hade exakt samma känsla som i...' kanske 'The Way Home' eller 'Love and War' och sådana låtar." 

I en intervju med Fuse News berättade Braxton om låten: "Den är vad jag kallar en 'flipp-låt' för den har inget med mig att göra utan berättar om Vince. Jag är personen i förhållandet som gillar att resonera och reda ut bråket på en gång. Vincent är den typ av person som alltid går när bråket börjar och fortsätter att diskutera senare. Så jag sjunger från hans perspektiv." Braxton förklarade: "När han har gått inser han att situationen inte ens är så allvarlig och att jag hade rätt från början så han kan lika gärna komma hem och gottgöra." Låten gavs ut som skivans tredje singel den 21 augusti 2013 via SoundCloud och tjänade som uppföljare till "The One" och "Love and War".

## Mottagande

### Kritikers respons
Efter premiären av "All the Way Home" på SoundCloud mottog låten övervägande positiv kritik från musikrecensenter. Andy Kellman vid AllMusic lyfte fram "Stay and Fight", "All the Way Home" och "Sound of Love" och beskrev dem som "atmosfäriska" och menade på att de gav prov på Braxtons sångtalang.

## Format och innehållsförteckningar
| 1. | All the Way Home | 4:22 |

## Topplistor
Den 3 september 2013, i samband med utgivningen av Love and War, debuterade "All the Way Home" på plats 22 på Billboards R&B-lista R&B Songs. Den 16 september 2013 rapporterades att låten debuterat på plats 49 på radiolistan Hot R&B/Hip-Hop Airplay.
| Lista (2013)              | Topplacering |
| ------------------------- | ------------ |
| USA (Billboard R&B Songs) | 19           |